# Udo Markus Bentz

Udo Markus Bentz (2024)

Udo Markus Bentz (* 3. März 1967 in Rülzheim) ist ein deutscher römisch-katholischer Geistlicher und Erzbischof von Paderborn.

## Leben
Udo Markus Bentz absolvierte zunächst von 1986 bis 1988 eine Ausbildung zum Bankkaufmann. 1988 trat er in das Priesterseminar Mainz ein und studierte Theologie und Philosophie an den Universitäten Mainz und Innsbruck. 1994 erfolgte seine Diakonenweihe und das Diakonatspraktikum in Griesheim. Das Sakrament der Priesterweihe empfing er am 1. Juli 1995 für das Bistum Mainz durch Bischof Karl Lehmann.
Bis 1998 war er in der Propsteipfarrei Dom St. Peter und der Pfarrei St. Martin in Worms als Kaplan tätig. Daran schloss sich eine vierjährige Zeit als persönlicher Sekretär des Mainzer Bischofs Karl Lehmann an. Nach weiterführenden Studien wurde er 2007 bei Albert Raffelt an der Albert-Ludwigs-Universität Freiburg mit einer theologiegeschichtlichen Dissertation zum Dr. theol. promoviert. Für diese Arbeit wurde er 2008 von der Universität Innsbruck mit dem Karl-Rahner-Preis ausgezeichnet. Pastoral war er in der Pfarrei St. Michael in Sprendlingen (2002–2004) und in der Pfarrei St. Peter Canisius in Mainz-Gonsenheim (2004–2007) tätig. Von 2007 bis 2017 war er Regens des Mainzer Priesterseminars. 2011 ernannte ihn Kardinal Lehmann zum Geistlichen Rat. Im Jahr 2013 wurde Bentz zum Vorsitzenden der Deutschen Regentenkonferenz, der Konferenz der Rektoren der Priesterseminare in Deutschland, gewählt. Von 2014 bis 2017 leitete Bentz neben dem Priesterseminar auch das Ausbildungsseminar für Kapläne und Pastoralassistenten des Bistums.
Am 15. Juli 2015 ernannte ihn Papst Franziskus zum Titularbischof von Sita und zum Weihbischof in Mainz. Die Bischofsweihe erteilte ihm Diözesanbischof Karl Kardinal Lehmann am Sonntag, 20. September 2015, im Mainzer Dom. Mitkonsekratoren waren Karl-Josef Kardinal Rauber sowie der Metropolit der Oberrheinischen Kirchenprovinz, Erzbischof Stephan Burger von Freiburg. In der Deutschen Bischofskonferenz ist er Mitglied der Kommission Weltkirche und deren Unterkommission für Lateinamerika (insbes. Adveniat) sowie der Jugendkommission. Am 27. August 2017 ernannte ihn Bischof Peter Kohlgraf zum Generalvikar des Bistums Mainz. Am 1. November desselben Jahres wurde Udo Bentz als residierender Domkapitular eingeführt und war damit Mitglied des Mainzer Domkapitels.
Nach der Veröffentlichung der Missbrauchsstudie für das Bistum Mainz im März 2023, die Bentz maßgeblich mit veranlasst hatte und die Bischof Karl Lehmann ein deutliches Fehlverhalten zuweist, distanzierte sich Bentz von Lehmann, dessen Sekretär und Vertrauter er gewesen war.
Am 9. Dezember 2023 wurde Bentz von Papst Franziskus zum Erzbischof von Paderborn ernannt. Am 7. Februar 2024 leistete er den Treueeid auf die Landesverfassung. Die Amtseinführung als Metropolitan-Erzbischof fand am Nachmittag des 4. Fastensonntags Laetare, 10. März 2024 in Anwesenheit zahlreicher Bischöfe, darunter auch der neue Bischof des Partnerbistums Le Mans, Jean-Pierre Vuillemin, im Hohen Dom zu Paderborn statt. 
Am 29. Juni 2024, dem Hochfest der Apostel Petrus und Paulus, überreichte ihm Papst Franziskus am Ende der Papstmesse in Petersdom zu Rom das Pallium, als Zeichen der Würde der Metropolitan-Erzbischöfe und der Verbindung mit dem Nachfolger Petri.

## Wappen und Wahlspruch

Wappen von Bentz als Erzbischof von Paderborn

Blasonierung: Der Wappenschild des Paderborner Erzbischofs ist geviert. Das erste Feld zeigt ein goldenes Kreuz auf rotem Grund als Paderborner Bistumswappen, das vierte Feld ein sechsspeichiges Rad in Silber auf rotem Grund als Mainzer Bistumswappen. Im zweiten Feld verweist ein silberner Markuslöwe auf blauem Grund auf Bentz’ Namenspatron. Im dritten Feld symbolisieren zwei waagerecht übereinanderstehende doppelte blaue Wellenbänder auf silbernem Grund die Flüsse Rhein und Pader, die für die hervorragenden Orte des geistlichen Dienstes von Udo Markus Bentz stehen und an das Psalmwort erinnern: „Bei dir ist die Quelle des Lebens.“ (Ps 36,10a). 
Timbriert wird das Erzbischofswappen von einem grünen Prälatenhut, von dem beidseitig des Wappenschildes je zehn grüne Quasten (Fiocchi) herabhängen, hinter dem Schild steht das Erzbischöfliche Kreuz mit seinen zwei Querbalken. Über den oberen Rand des Wappenschildes hängt das Pallium ein wenig in den Schild hinein, ein schwarz-weißes Wollband, das Erzbischof Udo Markus als Metropoliten der Paderborner Kirchenprovinz ausweist.
Bentz’ neuer Wahlspruch als Erzbischof von Paderborn lautet: “Gloria Deo – Pax hominibus” (Lk 2,14 , deutsch: „Ehre sei Gott – Friede den Menschen“). Er ist unter dem Wappen auf einem Schriftband zu lesen.

Wappen von Bentz als Weihbischof in Mainz

Das Wappen, das Bentz als Mainzer Weihbischof führte, zeigt einen geteilten Wappenschild und in der oberen Schildhälfte auf silbernem Grund drei blaue Wellenlinien, die einen Fluss symbolisieren sollen. Der Fluss stellt ein biblisches Bild dar: Wer auf Gott vertraut, ist wie ein Baum, der am Wasser gepflanzt ist, und der reiche Frucht bringt (Ps 1 ). Im Buch Ezechiel überliefert der Prophet eine Vision, in der er Wasser aus dem Tempel fließen sieht. Überall dort, wo der Fluss hinströmt, kann Leben wachsen (Ez 47 ). In der unteren Schildhälfte ist auf rotem Grund ein Markuslöwe mit geöffnetem Buch und den beiden griechischen Buchstaben Α und Ω dargestellt. Der geflügelte Löwe ist Symbol für den Evangelisten Markus, Bentz’ Namenspatron. Unter dem Wappenschild im Spruchband der Wahlspruch des Weihbischofs: “Praedicare ubique – Domino cooperante” (Mk 16,20 , deutsch: „Überall predigen – der Herr wirkt mit“). Timbriert wird das Bischofswappen wie üblich von einem grünen Prälatenhut, von welchem beidseitig des Wappenschildes je sechs grüne Quasten herabhängen, hinter dem Schild steht das bischöfliche Kreuz.

## Positionen
Noch vor seinem Amtsantritt in Paderborn erklärte Bentz am 9. März 2024 im Interview mit der Katholischen Nachrichtenagentur, dass kein Mandatsträger der AfD in einer Pfarrgemeinde ein Amt haben oder in einem Gremium wie dem Pfarrgemeinderat mitarbeiten könne. Hier seien die Pfarrgemeinden aufgefordert, „sich klar zu positionieren, die konkrete Situation zu bewerten und zu sagen: Nein, das geht nicht“.

## Schriften
- Jetzt ist noch Kirche. Grundlinien einer Theologie kirchlicher Existenz im Werk Karl Rahners (= Innsbrucker theologische Studien Band 80). Tyrolia, Innsbruck/Wien 2008, ISBN 978-3-7022-2919-1.